# Воронье (Пензенская область)
Воро́нье — село в Мокшанском районе Пензенской области России. Входит в состав Юровского сельсовета.

## География
Село находится в северной части Пензенской области, в пределах Сурско-Мокшанской возвышенности, в лесостепной зоне, на расстоянии примерно 7 километров (по прямой) к востоку-юго-востоку от рабочего посёлка Мокшан, административного центра района. Абсолютная высота — 215 метров над уровнем моря.

### Климат
Климат характеризуется как умеренно континентальный, с холодной продолжительной зимой и тёплым летом. Среднегодовая температура воздуха — 4,6 °C. Средняя температура воздуха самого тёплого месяца (июля) — 19 °C; самого холодного (января) — −13 °C. Безморозный период длится 150 дней. Продолжительность вегетационного периода — в среднем 144 дня. Среднегодовое количество атмосферных осадков варьируется от 480 до 500 мм, из которых большая часть выпадает в тёплый период. Снежный покров устанавливается в конце ноября и держится в течение 141 дня.

### Часовой пояс
Село Воронье, как и вся Пензенская область, находится в часовой зоне МСК (московское время). Смещение применяемого времени относительно UTC составляет +3:00.

## Население
| 1897 | 1912  | 1926  | 1930  | 1939 | 1959 | 1979 |
| ---- | ----- | ----- | ----- | ---- | ---- | ---- |
| 1098 | ↗1264 | ↗1369 | ↗1456 | ↘911 | ↘315 | ↘109 |
| 1989 | 1993  | 2002  | 2010  |      |      |      |
| ↘83  | ↘77   | ↘65   | ↘32   |      |      |      |

### Национальный состав
Согласно результатам переписи 2002 года, в национальной структуре населения русские составляли 100 % из 65 чел.